# Campeonato Paulista de Futebol Sub-20 de 2018 - 2ª Divisão
O Campeonato Paulista de Futebol - Sub-20 de 2018 - 2ª Divisão foi uma competição de futebol de São Paulo organizada pela Federação Paulista de Futebol que conta com a participação de jogadores com até 20 anos, e apenas com a presença de equipes participantes da Segunda Divisão de profissionais ou equipes licenciadas. A equipe da Itapirense sagrou-se bicampeã ao vencer o Elosport nas finais.

## Regulamento
- Primeira fase - Na primeira fase os Clubes jogarão dentro dos respectivos grupos em turno e returno, classificando-se para a segunda fase os 02 (dois) Clubes com o maior número de pontos ganhos em cada um dos grupos e os 04 (quatro) melhores terceiros colocados, independente do grupo a que pertença, considerados exclusivamente os resultados obtidos nesta fase, observando-se, caso necessário, os critérios de desempate.[1]
- Segunda fase - A segunda fase da Competição será disputada pelos 16 (dezesseis) Clubes classificados na primeira fase, divididos em 08 (oito) grupos de 02 (dois), que jogarão dentro dos respectivos grupos em turno e returno, classificando-se para a terceira fase o Clube com o maior número de pontos ganhos em cada um dos grupos, considerados exclusivamente os resultados obtidos nesta fase, observando-se, caso necessário, os critérios de desempate.[1]
- Terceira fase - A terceira fase da Competição será disputada pelos 08 (dezesseis) Clubes classificados na segunda fase, divididos em 04 (quatro) grupos de 02 (dois), que jogarão dentro dos respectivos grupos em turno e returno, classificando-se para a quarta fase o Clube com o maior número de pontos ganhos em cada um dos grupos, considerados exclusivamente os resultados obtidos nesta fase, observando-se, caso necessário, os critérios de desempate.[1]
- Quarta fase - A quarta fase da Competição será disputada pelos 04 (quatro) Clubes classificados na terceira fase, divididos em 02 (dois) grupos de 02 (dois), que jogarão dentro dos respectivos grupos em turno e returno, classificando-se para a quinta fase o Clube com o maior número de pontos ganhos em cada um dos grupos, considerados exclusivamente os resultados obtidos nesta fase, observando-se, caso necessário, os critérios de desempate.[1]
- Quinta fase -  Na quinta fase da Competição, o primeiro colocado do grupo 19 e o primeiro colocado do grupo 20 jogarão entre si em turno e returno, sagrando-se campeão o que somar o maior número de pontos ganhos, considerados exclusivamente os resultados obtidos nesta fase, observando-se, caso necessário, os critérios de desempate.[1]

Critérios de desempate:
Ocorrendo igualdade em pontos ganhos entre 02 (dois) ou mais Clubes aplicam-se sucessivamente, os seguintes critérios técnicos de desempate:
- Maior número de vitórias;
- Maior saldo de gols;
- Maior número de gols marcados;
- Menor número de cartões vermelhos recebidos;
- Menor número de cartões amarelos recebidos;
- Sorteio público na sede da FPF.

## Participantes
| Equipe             | Cidade                |
| ------------------ | --------------------- |
| América-SP         | São José do Rio Preto |
| Andradina          | Andradina             |
| Assisense          | Andradina             |
| Atlético Mogi      | Mogi das Cruzes       |
| Bandeirante        | Birigui               |
| Brasilis           | Águas de Lindóia      |
| Catanduva          | Catanduva             |
| Catanduvense       | Catanduva             |
| Comercial          | Ribeirão Preto        |
| Elosport           | Capão Bonito          |
| Fernandópolis      | Fernandópolis         |
| Flamengo-SP        | Guarulhos             |
| Grêmio Prudente    | Presidente Prudente   |
| Grêmio Sãocarlense | São Carlos            |
| Guarulhos          | Guarulhos             |
| Itapirense         | Itapira               |

| Equipe         | Cidade                  |
| -------------- | ----------------------- |
| Itararé        | Itararé                 |
| Jabaquara      | Santos                  |
| Jaguariúna     | Jaguariúna              |
| José Bonifácio | José Bonifácio          |
| Mauá           | Mauá                    |
| Mauaense       | Mauá                    |
| Osvaldo Cruz   | Osvaldo Cruz            |
| Paulista       | Jundiaí                 |
| Santacruzense  | Santa Cruz do Rio Pardo |
| São José-SP    | São José dos Campos     |
| Talentos 10    | Marília                 |
| Taquaritinga   | Taquaritinga            |
| Tupã           | Tupã                    |
| União Mogi     | Mogi das Cruzes         |
| VOCEM          | Assis                   |

## Primeira fase[2]
|  |                                                 |
|  | Classificados para a Fase final                 |
|  | Classificados como melhores terceiros colocados |
|  | Eliminados na Primeira fase                     |

### Grupo 1
| Pos. | Time          | Pts | J | V | E | D | GP | GS | SG  |
| ---- | ------------- | --- | - | - | - | - | -- | -- | --- |
| 1    | Tupã          | 14  | 8 | 4 | 2 | 2 | 17 | 9  | +8  |
| 2    | Santacruzense | 13  | 8 | 3 | 4 | 1 | 10 | 8  | +2  |
| 3    | Talentos 10   | 12  | 8 | 3 | 3 | 2 | 10 | 9  | +1  |
| 4    | Assisense1    | 9   | 8 | 2 | 4 | 1 | 9  | 10 | -1  |
| 5    | VOCEM         | 1   | 8 | 0 | 1 | 7 | 6  | 20 | -16 |

1: O Assisense foi punido com a perde de 1 ponto

### Grupo 2
| Pos. | Time            | Pts | J | V | E | D | GP | GS | SG |
| ---- | --------------- | --- | - | - | - | - | -- | -- | -- |
| 1    | Andradina       | 13  | 8 | 3 | 4 | 1 | 5  | 2  | +3 |
| 2    | Osvaldo Cruz    | 12  | 8 | 3 | 3 | 2 | 8  | 7  | +1 |
| 3    | Grêmio Prudente | 10  | 8 | 3 | 1 | 4 | 14 | 14 | 0  |
| 4    | Fernandópolis   | 9   | 8 | 2 | 3 | 3 | 9  | 12 | -3 |
| 5    | Bandeirante     | 8   | 8 | 1 | 5 | 2 | 5  | 6  | -1 |

### Grupo 3
| Pos. | Time           | Pts | J | V | E | D | GP | GS | SG  |
| ---- | -------------- | --- | - | - | - | - | -- | -- | --- |
| 1    | América-SP     | 15  | 8 | 4 | 3 | 1 | 13 | 6  | +7  |
| 2    | Taquaritinga   | 13  | 8 | 3 | 4 | 1 | 11 | 7  | +4  |
| 3    | Catanduva      | 13  | 8 | 3 | 4 | 1 | 7  | 4  | +3  |
| 4    | José Bonifácio | 8   | 8 | 2 | 2 | 4 | 7  | 11 | -4  |
| 5    | Catanduvense   | 4   | 8 | 1 | 1 | 6 | 6  | 16 | -10 |

### Grupo 4
| Pos. | Time               | Pts | J | V | E | D | GP | GS | SG |
| ---- | ------------------ | --- | - | - | - | - | -- | -- | -- |
| 1    | Itapirense         | 15  | 8 | 4 | 3 | 1 | 13 | 9  | +4 |
| 2    | Brasilis           | 11  | 8 | 3 | 2 | 3 | 11 | 11 | 0  |
| 3    | Jaguariúna         | 11  | 8 | 3 | 2 | 3 | 9  | 10 | -1 |
| 4    | Grêmio Sãocarlense | 10  | 8 | 3 | 1 | 4 | 10 | 10 | 0  |
| 5    | Comercial          | 9   | 8 | 3 | 0 | 5 | 8  | 11 | -3 |

### Grupo 5
| Pos. | Time      | Pts | J | V | E | D | GP | GS | SG  |
| ---- | --------- | --- | - | - | - | - | -- | -- | --- |
| 1    | Mauá      | 16  | 8 | 5 | 1 | 2 | 7  | 7  | 0   |
| 2    | Elosport  | 15  | 8 | 5 | 0 | 3 | 12 | 5  | +7  |
| 3    | Mauaense  | 11  | 8 | 3 | 2 | 3 | 13 | 7  | +6  |
| 4    | Itararé   | 9   | 8 | 3 | 0 | 5 | 10 | 13 | -3  |
| 5    | Jabaquara | 7   | 8 | 2 | 1 | 5 | 5  | 15 | -10 |

### Grupo 6
| Pos. | Time          | Pts | J  | V | E | D  | GP | GS | SG  |
| ---- | ------------- | --- | -- | - | - | -- | -- | -- | --- |
| 1    | Paulista      | 22  | 10 | 7 | 1 | 2  | 26 | 6  | +20 |
| 2    | Flamengo-SP   | 17  | 10 | 5 | 2 | 3  | 23 | 9  | +14 |
| 3    | São José-SP   | 15  | 10 | 4 | 3 | 3  | 25 | 12 | +13 |
| 4    | Guarulhos     | 15  | 10 | 4 | 3 | 3  | 19 | 14 | +5  |
| 5    | União Mogi    | 15  | 10 | 4 | 3 | 3  | 15 | 12 | +3  |
| 6    | Atlético Mogi | 0   | 10 | 0 | 0 | 10 | 5  | 60 | -55 |

## Fase final
|  | Oitavas de final   | Oitavas de final   | Oitavas de final   | Oitavas de final   |   |           | Quartas de final              | Quartas de final              | Quartas de final              | Quartas de final              |  |            | Semifinais          | Semifinais          | Semifinais          | Semifinais          |            |   | Final                          | Final                          | Final                          | Final                          |
|  | 12 a 21 de outubro | 12 a 21 de outubro | 12 a 21 de outubro | 12 a 21 de outubro |   |           | 27 de outubro a 3 de novembro | 27 de outubro a 3 de novembro | 27 de outubro a 3 de novembro | 27 de outubro a 3 de novembro |  |            | 10 a 17 de novembro | 10 a 17 de novembro | 10 a 17 de novembro | 10 a 17 de novembro |            |   | 24 de novembro a 1 de dezembro | 24 de novembro a 1 de dezembro | 24 de novembro a 1 de dezembro | 24 de novembro a 1 de dezembro |
|  |                    |                    |                    |                    |   |           |                               |                               |                               |                               |  |            |                     |                     |                     |                     |            |   |                                |                                |                                |                                |
|  | São José-SP        | 0                  | 1                  | 1                  |   |           |                               |                               |                               |                               |  |            |                     |                     |                     |                     |            |   |                                |                                |                                |                                |
|  | Mauaense           | 1                  | 2                  | 3                  |   |           |                               |                               |                               |                               |  |            |                     |                     |                     |                     |            |   |                                |                                |                                |                                |
|  | Mauaense           | 1                  | 2                  | 3                  |   | Mauaense  | 0                             | 1                             | 1                             |                               |  |            |                     |                     |                     |                     |            |   |                                |                                |                                |                                |
|  |                    |                    |                    |                    |   | Mauaense  | 0                             | 1                             | 1                             |                               |  |            |                     |                     |                     |                     |            |   |                                |                                |                                |                                |
|  |                    | Itapirense         | 3                  | 2                  | 5 |           |                               |                               |                               |                               |  |            |                     |                     |                     |                     |            |   |                                |                                |                                |                                |
|  | Itapirense         | Itapirense         | 3                  | 2                  | 5 | 0         | 1                             | 1                             |                               |                               |  |            |                     |                     |                     |                     |            |   |                                |                                |                                |                                |
|  | Itapirense         |                    |                    |                    |   | 0         | 1                             | 1                             |                               |                               |  |            |                     |                     |                     |                     |            |   |                                |                                |                                |                                |
|  | Taquaritinga       | 0                  | 0                  | 0                  |   |           |                               |                               |                               |                               |  |            |                     |                     |                     |                     |            |   |                                |                                |                                |                                |
|  | Taquaritinga       | 0                  | 0                  | 0                  |   |           |                               |                               |                               |                               |  | Itapirense | 2                   | 2                   | 4                   |                     |            |   |                                |                                |                                |                                |
|  |                    |                    |                    |                    |   |           |                               |                               |                               |                               |  | Itapirense | 2                   | 2                   | 4                   |                     |            |   |                                |                                |                                |                                |
|  |                    | Mauá               | 1                  | 1                  | 2 |           |                               |                               |                               |                               |  |            |                     |                     |                     |                     |            |   |                                |                                |                                |                                |
|  | Mauá[a]            | Mauá               | 1                  | 1                  | 2 | 0         | 1                             | 1                             |                               |                               |  |            |                     |                     |                     |                     |            |   |                                |                                |                                |                                |
|  | Mauá[a]            |                    |                    |                    |   | 0         | 1                             | 1                             |                               |                               |  |            |                     |                     |                     |                     |            |   |                                |                                |                                |                                |
|  | Flamengo-SP        | 0                  | 1                  | 1                  |   |           |                               |                               |                               |                               |  |            |                     |                     |                     |                     |            |   |                                |                                |                                |                                |
|  | Flamengo-SP        | 0                  | 1                  | 1                  |   | Mauá      | 1                             | 0                             | 1                             |                               |  |            |                     |                     |                     |                     |            |   |                                |                                |                                |                                |
|  |                    |                    |                    |                    |   | Mauá      | 1                             | 0                             | 1                             |                               |  |            |                     |                     |                     |                     |            |   |                                |                                |                                |                                |
|  |                    | Osvaldo Cruz       | 0                  | 0                  | 0 |           |                               |                               |                               |                               |  |            |                     |                     |                     |                     |            |   |                                |                                |                                |                                |
|  | Tupã               | Osvaldo Cruz       | 0                  | 0                  | 0 | 0         | 0                             | 0                             |                               |                               |  |            |                     |                     |                     |                     |            |   |                                |                                |                                |                                |
|  | Tupã               |                    |                    |                    |   | 0         | 0                             | 0                             |                               |                               |  |            |                     |                     |                     |                     |            |   |                                |                                |                                |                                |
|  | Osvaldo Cruz       | 2                  | 2                  | 4                  |   |           |                               |                               |                               |                               |  |            |                     |                     |                     |                     |            |   |                                |                                |                                |                                |
|  | Osvaldo Cruz       | 2                  | 2                  | 4                  |   |           |                               |                               |                               |                               |  |            |                     |                     |                     |                     | Itapirense | 1 | 1                              | 2                              |                                |                                |
|  |                    |                    |                    |                    |   |           |                               |                               |                               |                               |  |            |                     |                     |                     |                     |            | 1 | 1                              | 2                              |                                |                                |
|  |                    | Elosport           | 0                  | 0                  | 0 |           |                               |                               |                               |                               |  |            |                     |                     |                     |                     |            |   |                                |                                |                                |                                |
|  | Elosport           | Elosport           | 0                  | 0                  | 0 | 1         | 1                             | 2                             |                               |                               |  |            |                     |                     |                     |                     |            |   |                                |                                |                                |                                |
|  | Elosport           |                    |                    |                    |   | 1         | 1                             | 2                             |                               |                               |  |            |                     |                     |                     |                     |            |   |                                |                                |                                |                                |
|  | Paulista           | 1                  | 0                  | 1                  |   |           |                               |                               |                               |                               |  |            |                     |                     |                     |                     |            |   |                                |                                |                                |                                |
|  | Paulista           | 1                  | 0                  | 1                  |   | Elosport  | 2                             | 1                             | 3                             |                               |  |            |                     |                     |                     |                     |            |   |                                |                                |                                |                                |
|  |                    |                    |                    |                    |   | Elosport  | 2                             | 1                             | 3                             |                               |  |            |                     |                     |                     |                     |            |   |                                |                                |                                |                                |
|  |                    | Catanduva          | 0                  | 1                  | 1 |           |                               |                               |                               |                               |  |            |                     |                     |                     |                     |            |   |                                |                                |                                |                                |
|  | Talentos 10        | Catanduva          | 0                  | 1                  | 1 | 0         | 0                             | 0                             |                               |                               |  |            |                     |                     |                     |                     |            |   |                                |                                |                                |                                |
|  | Talentos 10        |                    |                    |                    |   | 0         | 0                             | 0                             |                               |                               |  |            |                     |                     |                     |                     |            |   |                                |                                |                                |                                |
|  | Catanduva          | 1                  | 0                  | 1                  |   |           |                               |                               |                               |                               |  |            |                     |                     |                     |                     |            |   |                                |                                |                                |                                |
|  | Catanduva          | 1                  | 0                  | 1                  |   |           |                               |                               |                               |                               |  | Elosport   | 0                   | 2                   | 2                   |                     |            |   |                                |                                |                                |                                |
|  |                    |                    |                    |                    |   |           |                               |                               |                               |                               |  | Elosport   | 0                   | 2                   | 2                   |                     |            |   |                                |                                |                                |                                |
|  |                    | Andradina          | 0                  | 1                  | 1 |           |                               |                               |                               |                               |  |            |                     |                     |                     |                     |            |   |                                |                                |                                |                                |
|  | Andradina          | Andradina          | 0                  | 1                  | 1 | 3         | 2                             | 5                             |                               |                               |  |            |                     |                     |                     |                     |            |   |                                |                                |                                |                                |
|  | Andradina          |                    |                    |                    |   | 3         | 2                             | 5                             |                               |                               |  |            |                     |                     |                     |                     |            |   |                                |                                |                                |                                |
|  | Santacruzense      | 1                  | 1                  | 2                  |   |           |                               |                               |                               |                               |  |            |                     |                     |                     |                     |            |   |                                |                                |                                |                                |
|  | Santacruzense      | 1                  | 1                  | 2                  |   | Andradina | 1                             | 3                             | 4                             |                               |  |            |                     |                     |                     |                     |            |   |                                |                                |                                |                                |
|  |                    |                    |                    |                    |   | Andradina | 1                             | 3                             | 4                             |                               |  |            |                     |                     |                     |                     |            |   |                                |                                |                                |                                |
|  |                    | Brasilis           | 2                  | 0                  | 2 |           |                               |                               |                               |                               |  |            |                     |                     |                     |                     |            |   |                                |                                |                                |                                |
|  | América-SP         | Brasilis           | 2                  | 0                  | 2 | 0         | 1                             | 1                             |                               |                               |  |            |                     |                     |                     |                     |            |   |                                |                                |                                |                                |
|  | América-SP         |                    |                    |                    |   | 0         | 1                             | 1                             |                               |                               |  |            |                     |                     |                     |                     |            |   |                                |                                |                                |                                |
|  | Brasilis           | 2                  | 2                  | 4                  |   |           |                               |                               |                               |                               |  |            |                     |                     |                     |                     |            |   |                                |                                |                                |                                |

a.^  A equipe do Mauá se classificou devido a melhor campanha em relação a equipe do Flamengo-SP. 

### Final
Jogo de Ida
| 24 de novembro | Elosport | 0–1    | Itapirense | Estádio Municipal Doutor José Sidney da Cunha, Capão Bonito |
| 16:00 h        |          | Súmula | Murilo 82' | Árbitro: Humberto Jose Junior                               |

Jogo de Volta
| 01 de dezembro | Itapirense | 1–0 | Elosport | Estádio Chico Vieira, Itapira  |
| 16:00 h        | Danilo 85' |     |          | Árbitro: Paulo Cesar Francisco |

## Premiação
| Campeonato Paulista Sub-20 2018 - 2ª Divisão |
| -------------------------------------------- |
| Itapirense Campeão (2.º título)              |